# دون أوتن
دون أوتن (بالإنجليزية: Don Otten)‏ مواليد 18 أبريل 1921 في بيل فونتين - الوفاة 18 سبتمبر 1985، كان لاعب كرة سلة أمريكي. بدأ مسيرته الاحترافية في سنة 1946. بلغ طوله 6 قدم 10 بوصة (2.1 م). اعتزل اللعب في 1953.

## المسيرة الاحترافية
لعب مع أتلانتا هوكس من سنة 1946 إلى 1950، ثم لعب مع واشنطن كابيتولز في سنة 1950، ثم لعب مع بالتيمور باليتس في سنة 1950، ثم لعب مع ديترويت بيستونز من سنة 1950 إلى 1952، ثم لعب مع أتلانتا هوكس من سنة 1951 إلى 1953.

## روابط خارجية
- دون أوتن على موقع إن بي أي (الإنجليزية)
- دون أوتن على موقع سبورتس رفرنس (الإنجليزية)
- دون أوتن على موقع ريلجم (الإنجليزية)
- دون أوتن على موقع بروبوليرز (الإنجليزية)
- دون أوتن على موقع سبورتس رفرنس (الإنجليزية)